# مينا (قرة باشلو)
مینا (بالفارسية: مینا) هي قرية تقع في إيران في قسم قرة باشلو الريفي. يقدر عدد سكانها بـ 211 نسمة بحسب إحصاء 2016.